# Въртопа
Местността „Въртопа“ е обширна и се намира в края на Златишко – Пирдопската котловина, която завършва с Кознишкия рид северно от гара Копривщица. Минавайки по ниския, слабо изразен праг, образуван от рида на върховете Малко и Голямо Гламе в дъното, право на север, се вижда подбалканския път и над него – процепа на „Въртопа“ със своята впечатляваща гледка.
По пътя от гара Копривщица се ходи на север, покрай кошари, стопански сгради и малък параклис и се изкачва на шосето при моста на Въртопската река, източно от който има маркирана пътека към местността.
Същинската Въртопска котловина и на разположената над нея поредица върхове по билото с местностите „Братаница“, „Кончето“, „Портите“, „Пъпа“ (1976 м.) и „Вежен“ е мястото, където търговските кервани през Античността и Средновековието по пътя между Копривщица и Троян са пресичали Централния Балкан.
По тези места е върлувал Дончо Ватах войвода в борбата му срещу Османската империя. В годините на Втората световна война тази местност е приютявала и Копривщенската чета на Нешо Тумангелов, както и четници на партизанска бригада „Георги Бенковски“.
В тази местност се е намирала и малка средновековна крепост, наричана днес Въртопска крепост. Подобна е на множество други строени по южните склонове на Стара планина. Отбранителната стена е препречвала достъпа до малката седловина северно от нея, през която тогава е минавал коларски път. Разположената в двата ръкава на Въртопската река крепост е служела като други подобни защитни съоръжения. Защитавала е пътя пресичащ планината в околностите на връх Малък Вежен и е подобна на други такива обекти във верига, строена по време на Второто българско царство. Въртопският вал има характеристиките на цитадела, а в подножието и – малко селище с неясни очертания. Сред останките от варварските иманярски изкопи и трасета има останки на сгради и малък параклис. До цитаделата има цистерна за събиране на дъждовна вода от покривите на околните постройки.
Тук, на „Въртопа“, в по-нови времена ентусиасти от село Антон посрещат празника Джулай морнинг, празник уважаван и от кмета на населеното място.
Всички селищни и надгробни могили и средновековни отбранителни валове са обявени за паметници на културата в категория „С Национално значение“. Разпореждане на МС № 1711 от 22 ноември 1962 г.